# Ezequiel Fernández Jaén
Ezequiel Fernández Jaén (Penonomé, 3 de marzo de 1886 - 26 de marzo de 1946) fue un abogado y político panameño. Ejerció provisionalmente, por tres días, como presidente de Panamá desde el 16 hasta el 18 de diciembre de 1939, en calidad de "Segundo Designado, Encargado del Poder Ejecutivo".

## Biografía
Nació en la Ciudad de Panamá el 3 de marzo de 1886, pero fue criado en Penonomé, provincia de Coclé. Su vida profesional se inicia desde muy joven como funcionario dentro del Órgano Judicial llegando a ser juez en la ciudad de Colón, hasta alcanzar ser nombrado Magistrado de la Corte Suprema de Justicia. También ocupó el cargo de Registrador General del Estado Civil (1920-1923), miembro de Acción Comunal, participa en el primer golpe de Estado que derroca al Presidente Florencio Harmodio Arosemena del 2 de enero de 1931. Forma parte del Gabinete Ejecutivo dentro de los gobiernos de Ricardo J. Alfaro y Harmodio Arias Madrid en calidad de ministro de la Presidencia y ministro de Hacienda. 
Fue segundo designado del presidente Juan Demóstenes Arosemena, pero a la muerte de este tuvo que asumir el cargo de manera provisional hasta que Augusto Samuel Boyd, quien era el Primer Designado y se encontraba en Estados Unidos en calidad de Embajador, regresara a Panamá a asumir la Presidencia de la República. 
Bajo el liderazgo de Ezequiel Fernández Jaén, se funda el Partido Nacional Revolucionario (PNR) que posteriormente se transformó en el Panameñismo, movimiento político y social mayoritario de Panamá por varias décadas que llevó a la Presidencia de Panamá a quien posteriormente se convirtió en su máxima figura de referencia histórica Arnulfo Arias Madrid, al igual que a Guillermo Endara Galimany (1989-1994), y a Mireya Moscoso Rodríguez (1999-2004). 
Considerado el mentor de Arnulfo Arias Madrid, Ezequiel Fernández Jaén, fue el primer líder y Presidente del movimiento panameñista y bajo su liderazgo su movimiento llega por primera vez al poder cuando es elegido Segundo Designado (Segundo Vicepresidente), en la nómina presidencial de Juan Demóstenes Arosemena quien fallece durante el ejercicio de su cargo. 
Ezequiel Fernández Jaén ejercía el cargo de Presidente y líder máximo del Partido Nacional Revolucionario (PNR), hasta cuando por razones de edad y salud, renuncia a sus aspiraciones para dirigir la primera campaña presidencial que lleva al poder al panameñismo con el Dr. Arnulfo Arias Madrid en 1940, en unas controversiales elecciones. Al asumir el poder el doctor Arnulfo Arias Madrid, don Ezequiel Fernández Jaén es nombrado embajador plenipotenciario de Panamá ante el gobierno de Costa Rica, y negocia y suscribe el tratado de límites Echandi-Fernández Jaén, que finaliza décadas de fricciones entre ambos países. Con el paso de los años, la importancia y vigencia histórica de Ezequiel Fernández Jaén en calidad de fundador y primer líder del panameñismo, dismimuyó frente al liderazgo de Arnulfo Arias y es hoy día un líder olvidado por el movimiento político que él fundó y de la cual fue uno de sus principales gestores. Fallece el 26 de marzo de 1946.